# روز جهانی مذهب

روز جهانی مذهب مراسمی است که هر ساله در سومین یکشنبه ماه ژانویه با تشکیل کنفرانس‌های مختلف در برخی از کشورها با حضور مردمی از ادیان گوناگون برگزار می‌شود.

## ۱۹۵۰اولین بار بزرگداشت روز جهانی مذهب
روز جهانی مذهب اولین بار در سال ۱۹۵۰ میلادی توسط جامعه بهائیان آمریکا جشن گرفته و به رسمیت شناخته شد و هدف از آن جلب توجه ملت و دنیا به یگانگی و وحدت اساس تمام ادیان بود؛ هدفی که بیانگر تنها قدرت فعال دیانت و مذهب در راه وحدت بشر و دینا می‌باشد.

## تمبر جدید جمهوری کنگو در روز جهانی مذهب در روز ۲۰ ژانویه ۲۰۰۷
در روز ۳۱ ژانویه ۲۰۰۷ جمهوری کنگو دومین کشوری شد که به مناسبت روز جهانی مذهب (روزی که مراسم بزرگداشت سالگرد آن در تعداد زیادی از شهرهای دنیا به اجرا گذاشته می‌شود) یک تمبر مخصوص به چاپ رسانید.
آن تمبر در روز ۲۰ ژانویه ۲۰۰۷ در روز جهانی مذهب در حالی که در مراسم آن ۲۵۰ نماینده از ۸ گروه مذهبی حضور داشتند ارائه شد.
در بالای این تمبر جدید به زبان فرانسوی نوشته شده «خداوند مرجع و اساس تمام ادیان است»
همچنین نمادهایی از ۱۱ مذهب مختلف که دنیا را احاطه کرده ترسیم شده‌است.

## ۱۹۹۹ تمبر روز جهانی مذهب درسنگاپور
در سال ۱۹۹۹ سنگاپور تمبری به چاپ رسانید که نام ۹ مذهب معروف دنیا در کنار جمله" وحدت در کثرت " قرار داشت.

## ۱۹۸۵ تمبر روز جهانی مذهب در سری لانکا

تمبر روز جهانی مذهب در سری لانکا ۱۹۸۵.

در سال ۱۹۸۵ در سری لانکا تمبری به همین مناسبت به چاپ رسیده بود که در آن تصویری از نمادهای ۸ مذهب به چاپ رسیده بود.

## اقدامات توسط کشورها برای بزرگداشت روز جهانی مذهب
در انتبی و اوگاندا مسئولین بزرگداشت این روز از دفتر مرکزی پست تقاضای چاپ یک تمبر جدید برای سال آینده نمودند؛
همچنین گروه هائی در کانادا و آمریکا و شهرهایی در هنگ کنگ، استرالیا، بلغارستان، فرانسه، لوگزامبورگ، نیوزیلند، سوئد، انگلستان و در چند کشور دیگر برای بزرگداشت روز جهانی مذهب اقداماتی را انجام دادند.